# Wambierzyce

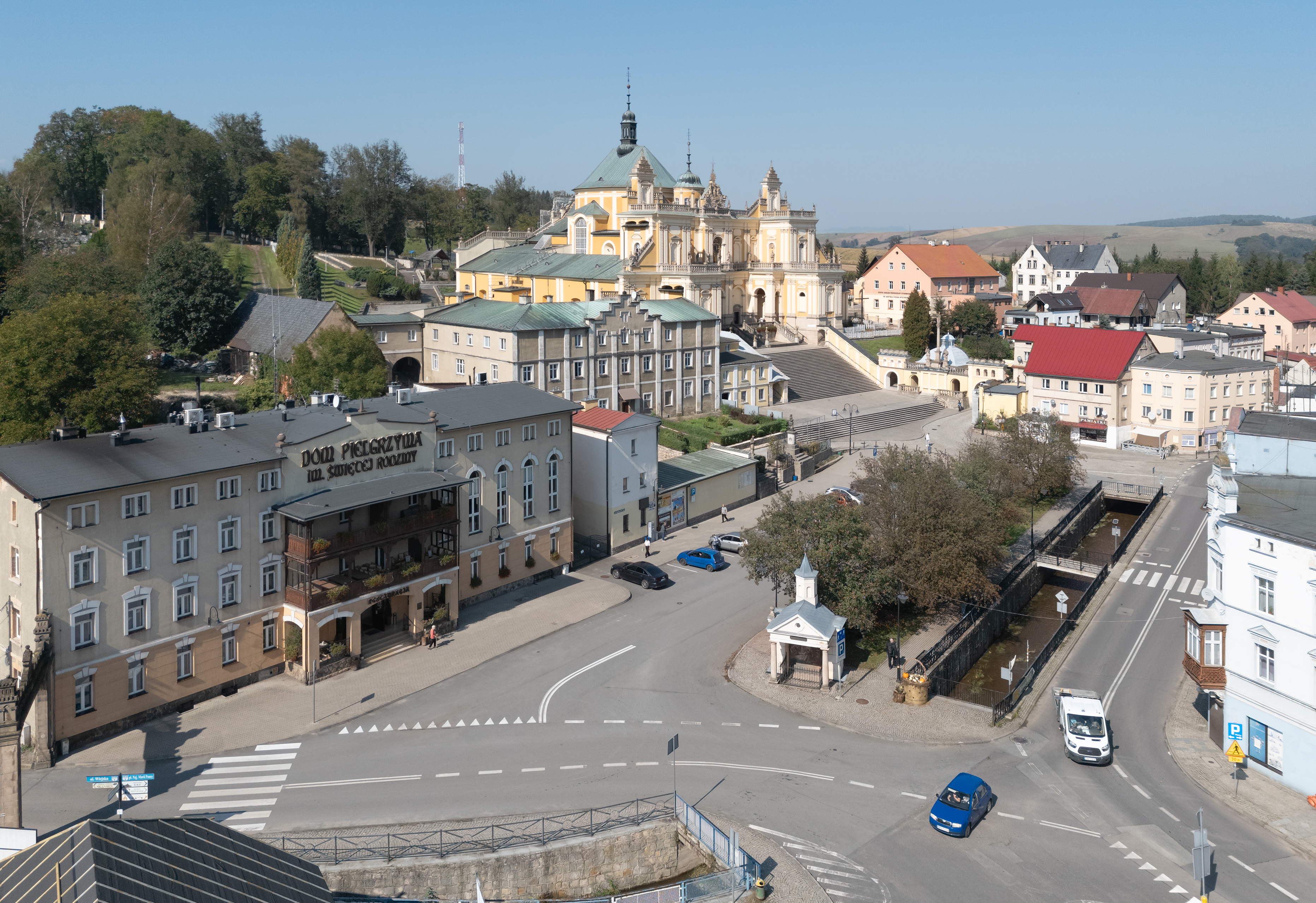
Gesamtansicht

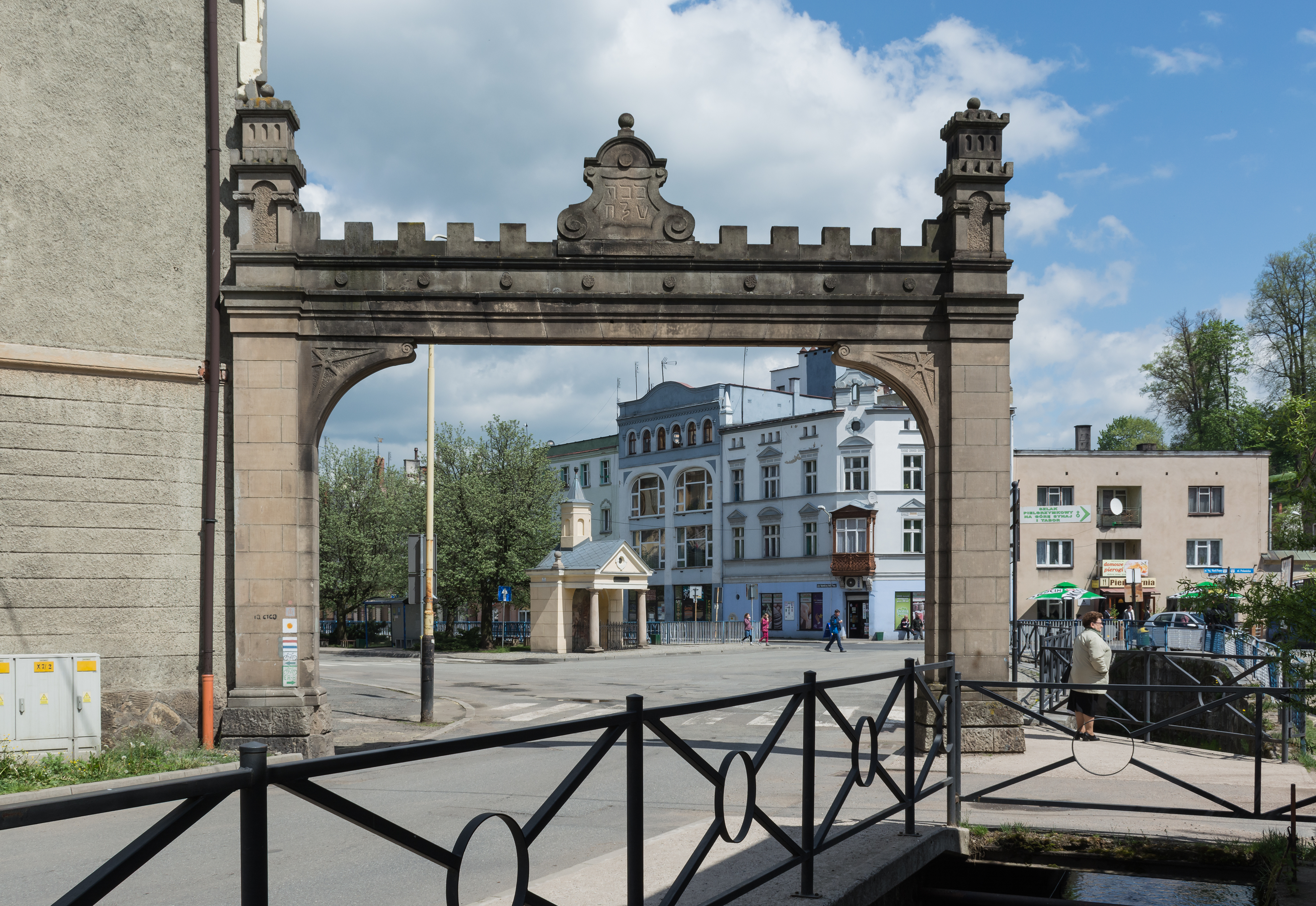
Jerusalemer Tor mit Blick zur Ortsmitte

Wambierzyce (deutsch: Albendorf; tschechisch Vambeřice) ist ein Marienwallfahrtsort in der Stadt- und Landgemeinde Radków (Wünschelburg) im Powiat Kłodzki der Woiwodschaft Niederschlesien in Polen. Es liegt am nordöstlichen Fuß des Heuscheuergebirges, vier Kilometer südöstlich von Radków (Wünschelburg).

## Geschichte
Albendorf wurde erstmals im Jahre 1330 als „Alberndorf“ bzw. lateinisch „Alberti villa“ erwähnt. 1398 ist die Schreibweise „Alberdorf“ und 1560 „Alberichsdorf“ überliefert. Es gehörte zum Glatzer Land, mit dem es die Geschichte seiner politischen und kirchlichen Zugehörigkeit von Anfang an teilte. Es bestand ursprünglich aus drei Rittersitzen (Nieder-, Ober- und Berghof) und einem Freirichtergut. Diese vier Güter hatten meistens verschiedene Besitzer (von Zischwitz, von Solz, von Pannwitz, von Mülau, von Hoferburg), bis sie nach 1677 der Ritter Daniel Paschasius von Osterberg, Erbherr auf Niederrathen, erwarb. Sein Sohn und Erbe Johann Anton von Osterberg wurde 1712 in den Freiherrenstand erhoben. Dieser verkaufte 1715 Albendorf mit den drei Rittersitzen, dem Freirichtergut und dem Brauurbar an den Reichsgrafen Franz Anton von Götzen auf Eckersdorf. Nachdem dessen Sohn Johann Joseph Reichsgraf von Götzen 1771 ohne Nachkommen gestorben war, erbten zunächst dessen drei Schwestern die Besitzungen und 1780 die Reichsgrafen von Magnis.
Nach dem Ersten Schlesischen Krieg 1742 und endgültig mit dem Hubertusburger Frieden 1763 kam Albendorf zusammen mit der Grafschaft Glatz an Preußen. Nach der Neugliederung Preußens gehörte es ab 1815 zur Provinz Schlesien, die in Landkreise aufgeteilt wurde. 1816–1853 war der Landkreis Glatz, 1854–1932 der Landkreis Neurode zuständig. Nach dessen Auflösung 1933 gehörte Albendorf bis 1945 wiederum zum Landkreis Glatz. Zum 27. März 1874 wurde der Amtsbezirk Albendorf gebildet, der aus den Landgemeinden Albendorf und Kaltenbrunn sowie dem Gutsbezirk Albendorf bestand.
Als Folge des Zweiten Weltkriegs fiel Albendorf 1945 mit dem größten Teil Schlesiens an Polen und wurde in Anlehnung an die tschechische Bezeichnung Vambeřice in Wambierzyce umbenannt. Die deutsche Bevölkerung wurde weitgehend vertrieben. Die neu angesiedelten Bewohner waren teilweise Zwangsumgesiedelte aus Ostpolen, das an die Sowjetunion gefallen war. Von 1975 bis 1998 gehörte Wambierzyce zur Woiwodschaft Wałbrzych (Waldenburg).

## Geschichte der Wallfahrtskirche

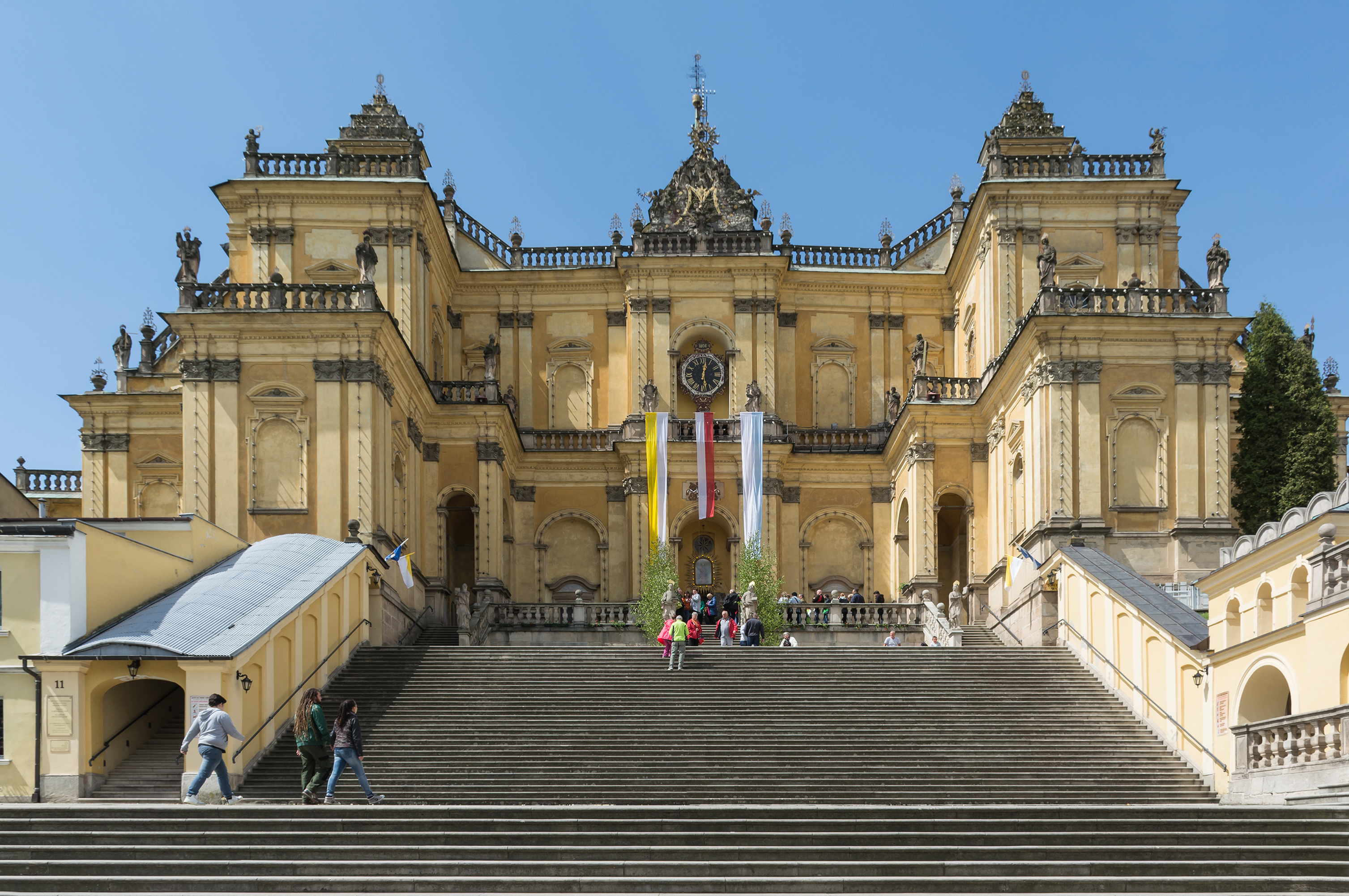
Wallfahrtskirche Albendorf

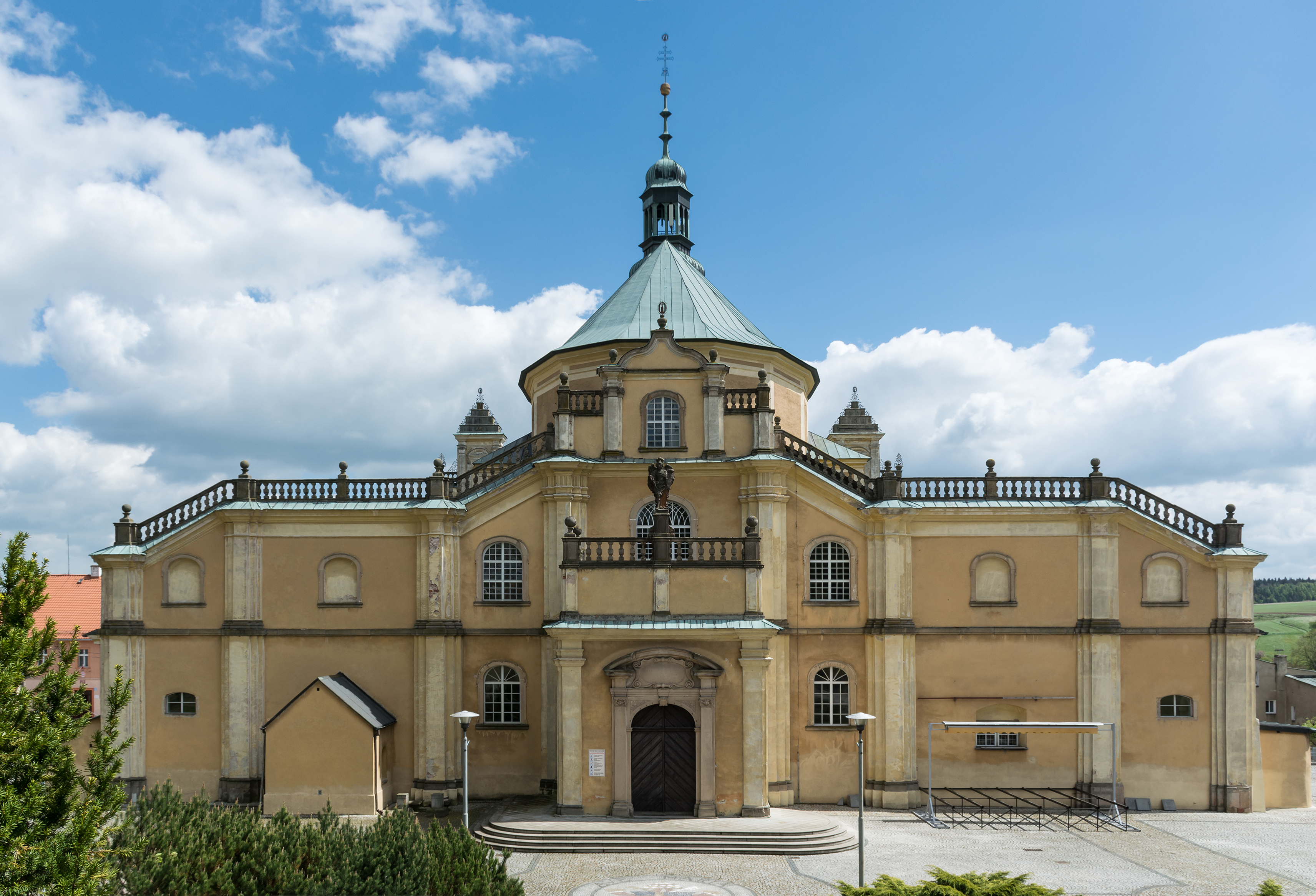
Ansicht der Westfront

Der Legende nach soll die Marienwallfahrt in das 13. Jahrhundert zurückreichen, ist jedoch erst Anfang des 16. Jahrhunderts bezeugt. Ursprünglich war Albendorf Filialkirche von Wünschelburg und erhielt um das Jahr 1400 einen eigenen Pfarrer. Wegen der zunehmenden Anzahl der Wallfahrer ließ der damalige Grundherr Ludwig von Pannwitz anstatt einer hölzernen Kirche, die in den Hussitenkriegen zerstört worden war, eine größere aus Stein erbauen, die 1512 geweiht wurde. Im Zuge der Reformation beriefen die Lehnsherren von 1563 bis 1623 einen Geistlichen Augsburgischen Bekenntnisses. Dadurch ging die Tradition der Wallfahrt unter; sie wurde erst um 1660 allmählich wieder aufgenommen. Um ihre Wiederbelebung erwarb sich der Grundherr Daniel Paschasius große Verdienste. Auf dessen Betreiben erhob der Prager Erzbischof Johann Friedrich von Waldstein 1679 Albendorf, das seit 1623 wiederum als Filialkirche zu Wünschelburg gehörte, zu einer selbständigen Pfarrei. Sie umfasste die Orte Albendorf, Niederrathen, Kaltenbrunn und die Kolonien Hirschzunge, Leeden und Anteil Neue Welt. Da die damalige Kirche den Bedürfnissen einer Wallfahrtskirche nicht mehr entsprach, sollte nach der Erhebung zur Pfarrei ein Erweiterungsbau mit Kapellen und Umgängen in Angriff genommen werden, der jedoch technisch schwierig und mit großen Unkosten verbunden gewesen wäre. Erst 1695 wurde mit dem Neubau der dreischiffigen Basilika begonnen, deren Fertigstellung fast 15 Jahre dauerte. Sie wurde am 12. Juli 1710 eingeweiht, musste jedoch schon 1715 wegen Baufälligkeit geschlossen werden.
Die jetzige barocke Wallfahrtskirche „Mariä Heimsuchung“ stiftete 1716–1721 der Grundherr Graf Franz Anton von Götzen. Sie wurde nach dem Entwurf eines namentlich nicht bekannten Architekten aus dem Umkreis Kilian Ignaz Dientzenhofers erbaut. Man gelangt zu ihr über eine breite Stiege mit 33 Stufen. Mittelpunkt der Kirche ist die ovale Gnadenkapelle mit dem barocken Hochaltar, dem über dem Tabernakel ein kleiner Schrein mit der gotischen Figur der hl. Mutter Gottes von Albendorf eingefügt wurde. Hochaltar und Kanzel stammen von dem Wiener Bildhauer Karl Sebastian Flacker, der in Glatz eine Bildhauerwerkstatt betrieb. 1936 wurde die Kirche in den Rang einer päpstlichen Basilika minor erhoben. Viele Tausende Wallfahrer – auch aus Böhmen und Mähren – kamen und kommen jährlich zur Albendorfer Madonna.
Siehe auch: Basilika Mariä Heimsuchung (Albendorf)

## Kalvarienberg

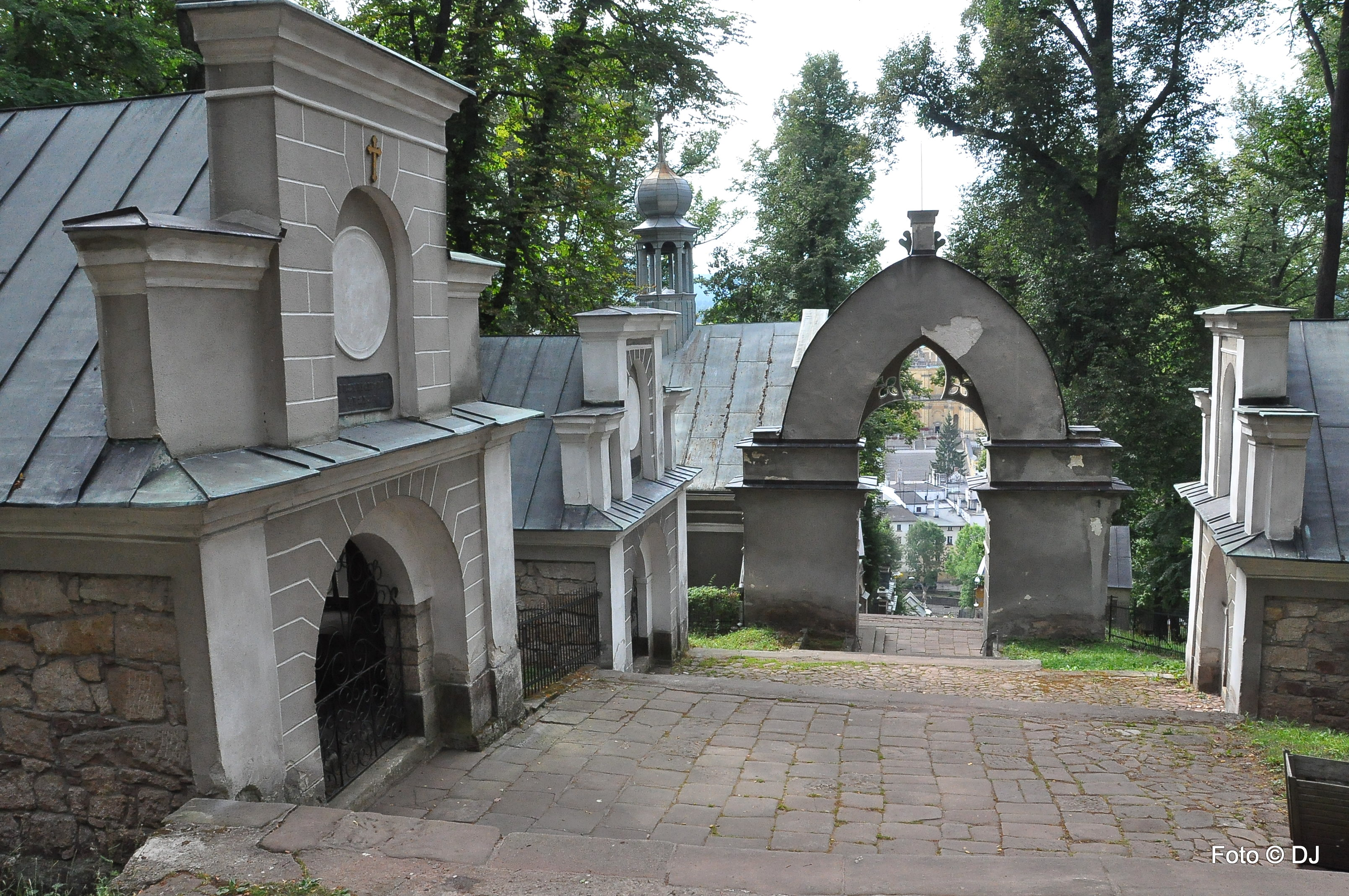
Kalvarienberg mit Kapellen

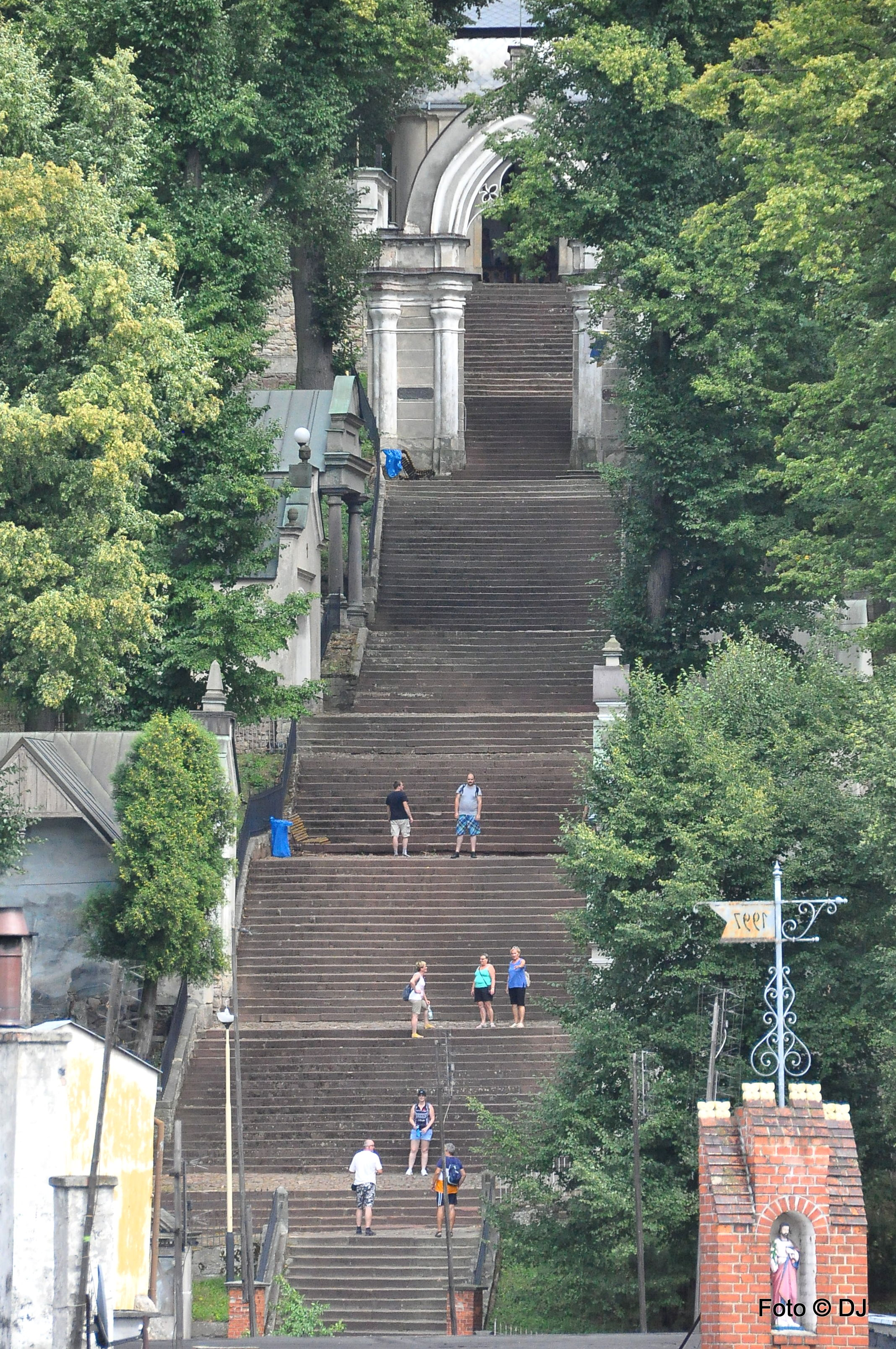
Treppenanlage des Kalvarienbergs

Nach einer Pilgerreise in das Heilige Land ließ Daniel von Osterberg auf dem Hügel gegenüber der Wallfahrtskirche zwischen 1683 und 1709 einen Kalvarienberg mit mehreren Kapellen und Monumenten anlegen, die Szenen aus der Leidensgeschichte Jesu darstellen. In den Kapellen auf dem südlich gelegenen Hügel „Berg Sinai“ sind Darstellungen aus dem Alten Testament zu sehen. Wegen dieser Jerusalemanlage wird Albendorf auch als das „Schlesische Jerusalem“ bezeichnet.

## Weitere Sehenswürdigkeiten
- Weihnachtskrippe mit 800 Figuren (davon 300 beweglich) im nördlichen Ortsteil. Sie wurde 1882–95 von Longinus Wittig geschaffen. Nach dessen Tod 1895 wurde sie von seinem Sohn Hermann Wittig (1857–1932) erweitert und gepflegt.[3][4]

## Gemeindepartnerschaften
- Suchý Důl, Tschechien

## Persönlichkeiten
- Daniel Paschasius von Osterberg (1634–1711), Grundherr und Förderer des Wallfahrtsortes Albendorf
- Joseph Knauer (1764–1844), Erzbischof von Breslau; 1794–1814 Pfarrer in Albendorf
- Ignaz Reimann (1820–1885), Schöpfer der beliebten Christkindlmesse
- Emanuel Zimmer (1866–1935), Konsistorialrat und Pfarrer von Albendorf, Verfasser von 14 historischen Schauspielen aus der Geschichte des Wallfahrtsortes und einer Ortschronik
- Arno Herzig (* 1937), Neuzeithistoriker
- Hubertus Tommek (1940–2021), römisch-katholischer Priester und Mitglied des Jesuitenordens.